# Våffla

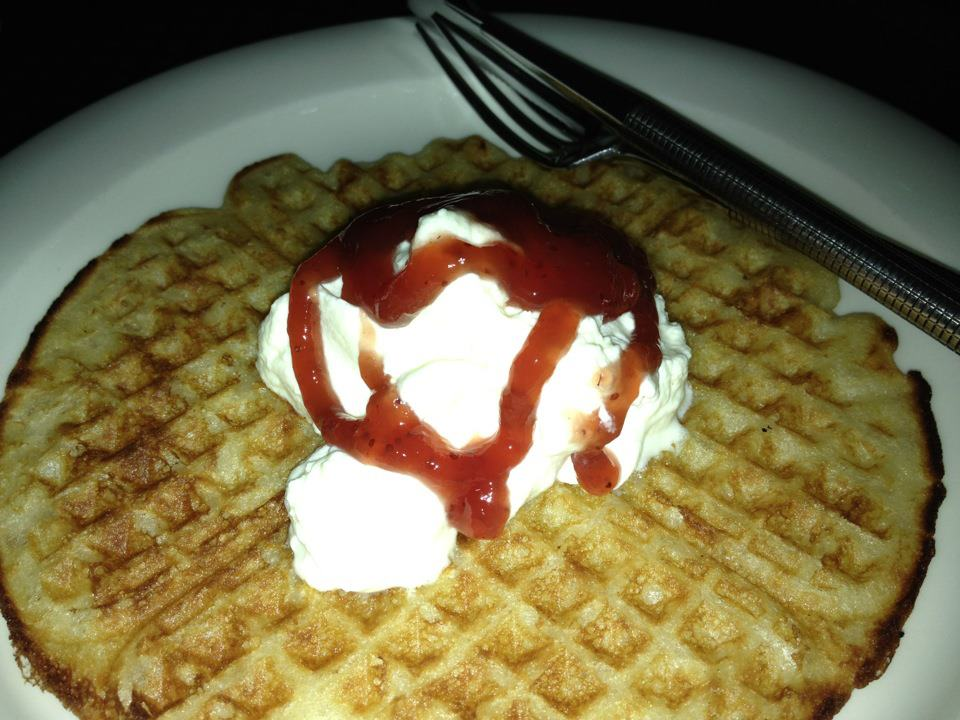
En svensk våffla med jordgubbssylt och vispad grädde.

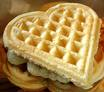
Svenskt våffelhjärta.

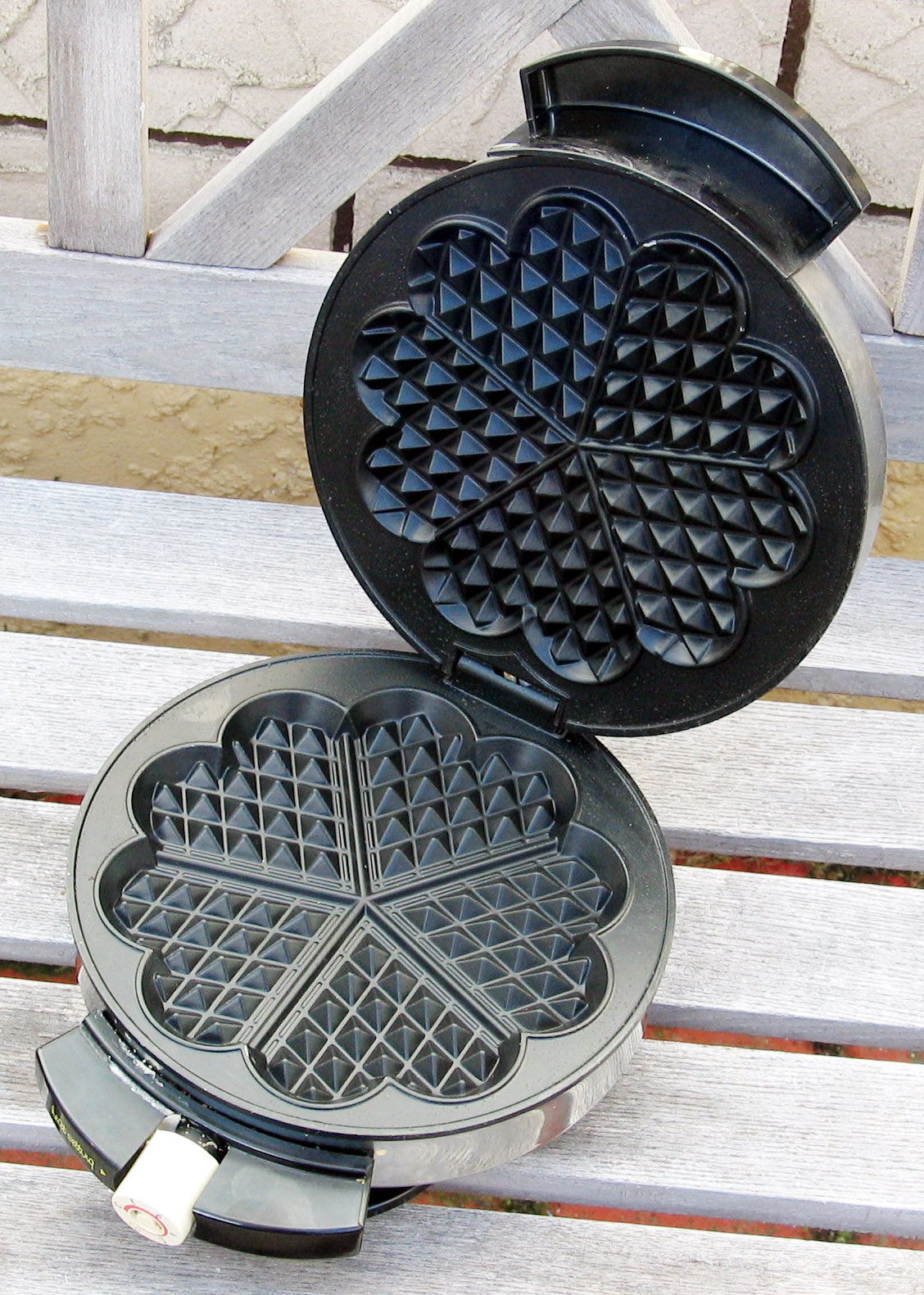
Svenskt våffeljärn.

Våffla är ett bakverk som vanligtvis gräddas i ett våffeljärn.
Ordet är känt i skrift på svenska sedan 1642. Det har dock ett mycket äldre ursprung och kommer från tyskans Waffel, med samma betydelse, men sattes antagligen av förfäder i samband med Vår Fru (Jungfru Maria). Våfflor är än idag i en stor del av Sveriges hushåll en vanlig rätt på våffeldagen, det vill säga Jungfru Marie bebådelsedag som firas den 25 mars.

## Etymologi
I medel- och nutida Europa återfinns ett antal olika varianter: wafre, wafer, wâfel, waufre, gaufre, goffre, gauffre, wafe, waffel, wåfe, wāfel, wafe, vaffel, och våffla.
I svenskan har ordet förekommit sedan 1642. Engelskans ”waffle” återfinns 1725 och är ärvt av holländskans ”wafel” som i sin tur härstammar från det medeltida wafele som är belagt mot slutet av 1200-talet. Innan dess återfinns franskans ”walfre” 1185 som även det härstammar från det frankiska ordet "wafla" vilket är ett germanskt ord betydande bikaka eller tårta beroende på sammanhang.

## Våfflor i Sverige
Våfflor är kända i skrift i Europa och Sverige sedan 1600-talet, men är förmodligen mycket äldre än så. 
Varianter
- Vardagsvåffla - en "matig" våffla som innehåller ägg.
- Frasvåffla - en spröd och frasig våffla utan ägg. Dock kan köpt frasvåffelmix innehålla ägg.
- Entrévåffla - en blandning mellan vardagsvåffla och frasvåffla.[7]

Kejsarvåffla är inte en våffelvariant, utan ett registrerat varunamn på en "matig" våffla från Kungsörnen.
Tillagning
Våfflor görs av en smet som i grunden består av mjöl, vatten och/eller mjölk och/eller grädde samt smör. Det finns recept som innehåller till exempel ägg eller jäst. Smeten gräddas i särskilda våffeljärn. Dessa, numera vanligen elektriska, apparater är tvådelade på ett sådant sätt att våfflan gräddas på båda sidorna samtidigt.
Servering
Våfflor serveras vanligen med sylt eller bär och vispad grädde, antingen som maträtt eller efterrätt. De kan även serveras med alternativa tillbehör såsom kaviar, gräddfil, gräslök, räkor, pepparrotssmör och smältost/dessertost. Våfflor serveras i speciella våffelstugor, speciellt i fjällen.

## Våfflor i andra länder
Amerikanska våfflor serveras vanligtvis med smör och sirap, men det förekommer även att de serveras med kyckling eller njurstuvning. De belgiska våfflorna är tjockare och fyrkantiga i formen. Även i Sverige var våfflor fyrkantiga fram till 1800-talet, då runda våffeljärn infördes för att bättre passa till de nya gjutjärnsspisarnas runda hål.

## Andra betydelser
Våffla kan även avse våffelstrut, det konformade rån som används som glasstrut. För tillverkning av rån används rånjärn.

## Bilder

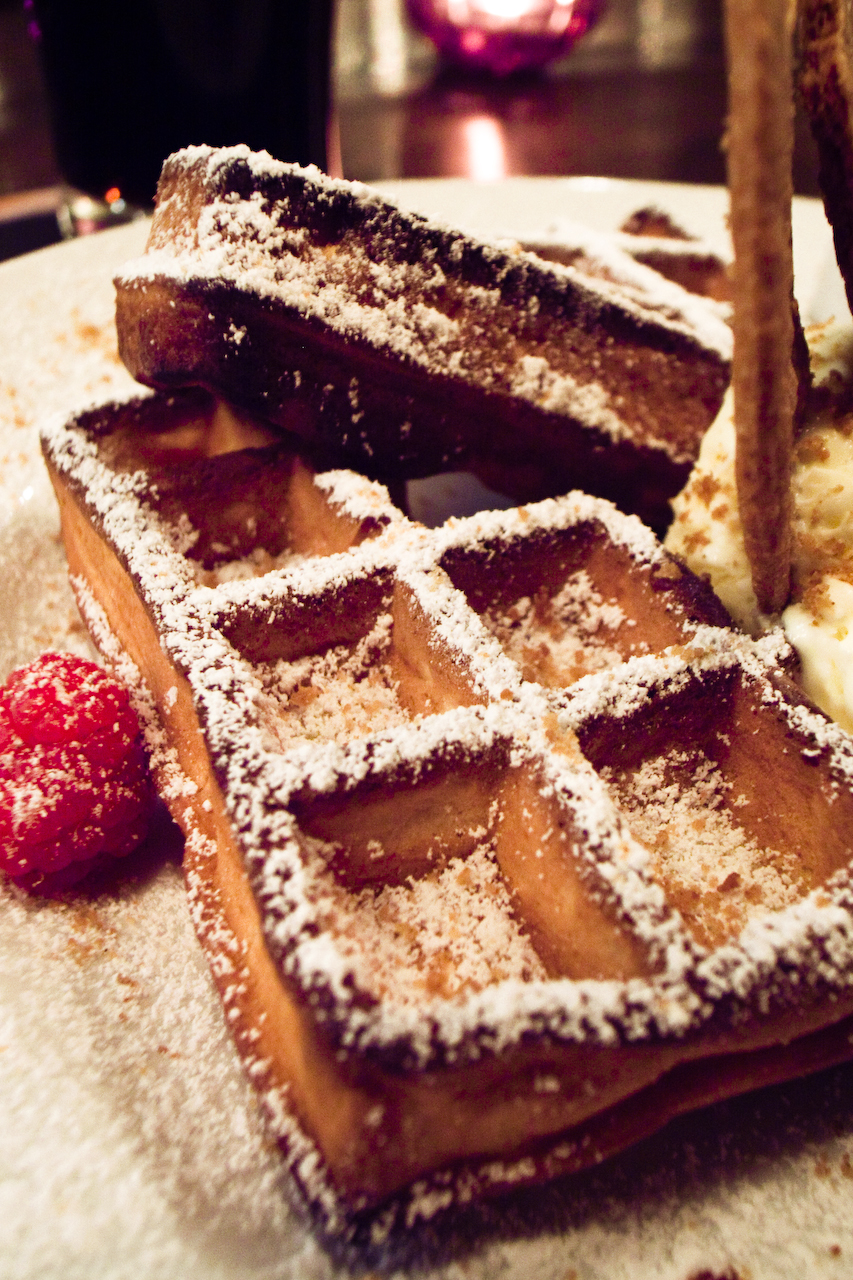
Belgiska våfflor.
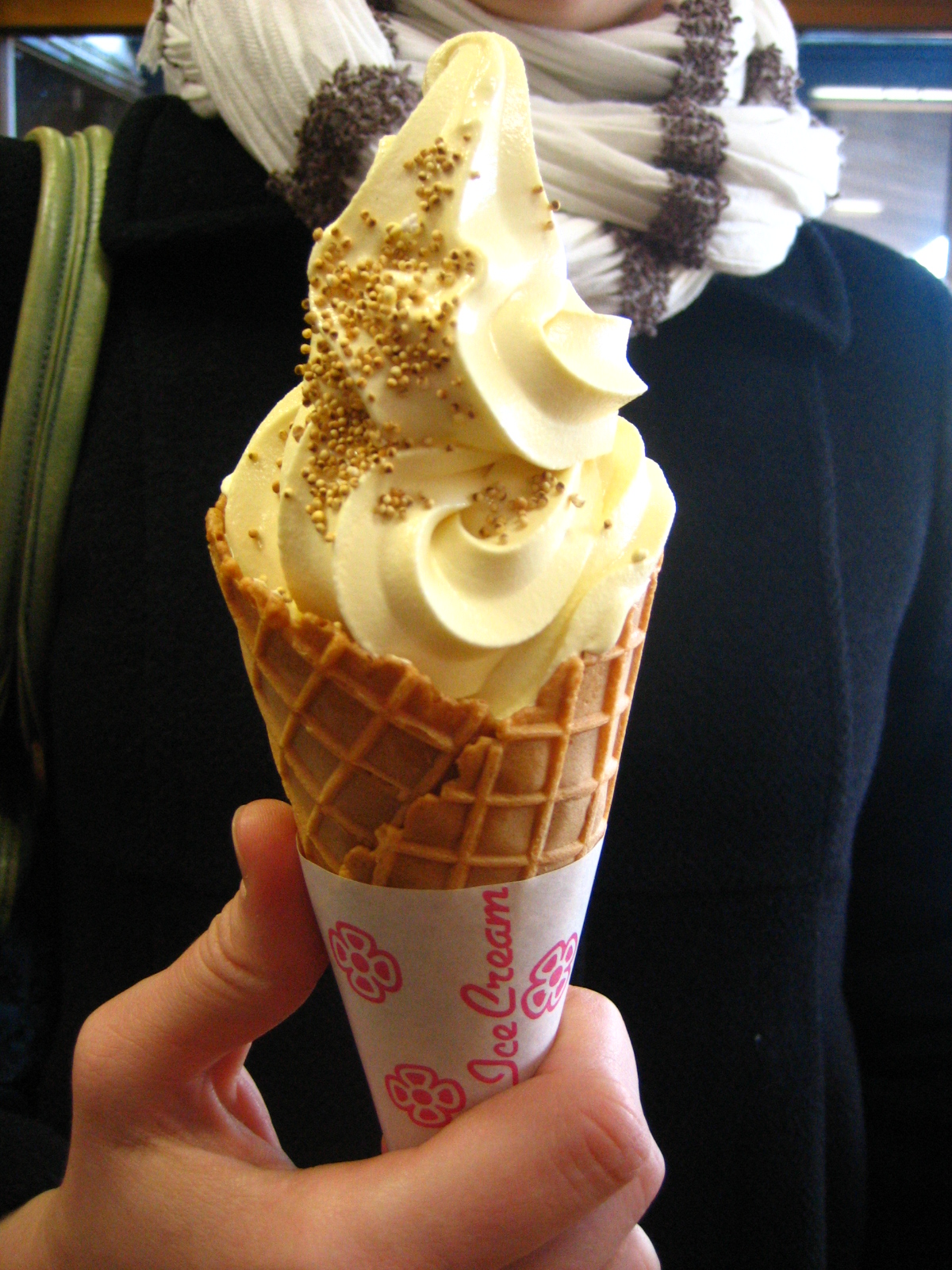
Våffelstrut.
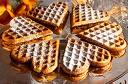
Svenska våffelhjärtan.
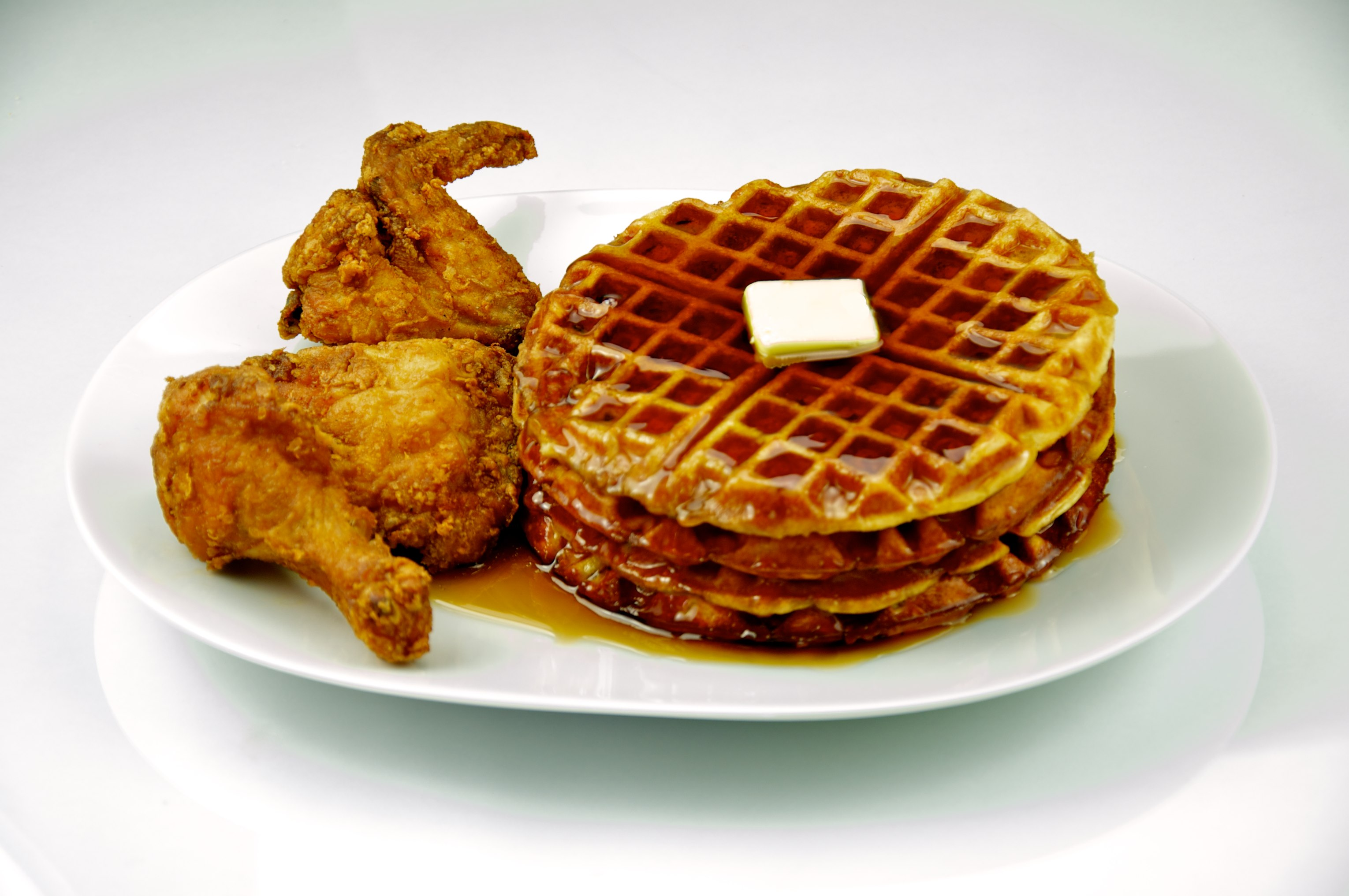
Våfflor med lönnsirap, smörklick och kyckling i USA.